# Koichi Wakata
Koichi Wakata (Saitama, 1 de agosto de 1963) é um astronauta japonês veterano de dez missões espaciais, com quatro viagens à órbita terrestre realizadas nos ônibus espaciais e na nave russa Soyuz. Ele foi o primeiro japonês a comandar uma expedição na Estação Espacial Internacional, a Expedição 39, realizada entre março e maio de 2014.

## Biografia
Formado em matemática, engenharia aeronáutica e engenharia aeroespacial, trabalhou como engenheiro de estruturas na Japan Airlines, até ser selecionado como astronauta-candidato pela NASDA (Agência Nacional de Desenvolvimento Espacial do Japão) – hoje JAXA (Agência de Exploração Aeroespacial do Japão ou Dokuritsu-gyōsei-hōjin Uchū Kōkū Kenkyū Kaihatsu Kikō, no original) – em 1992, enviado para treinamento no Centro Espacial Lyndon Johnson, da NASA.
Foi ao espaço pela primeira vez em janeiro de 1996, como primeiro especialista de missão japonês, na STS-72 Endeavour, uma missão que recapturou no espaço um satélite japonês lançado dez meses antes e avaliou em órbita procedimentos e equipamentos a serem utilizados na construção da Estação Espacial Internacional.
Seu segundo voo foi em outubro de 2000, na STS-92 Discovery, que preparou as instalações da ISS para a utilização das expedições a serem realizadas à estação. Em dezembro do mesmo ano, foi destacado para a função de astronauta-instrutor em robótica da NASA.
Em julho de 2006 Wakata foi o comandante da décima missão NEEMO, uma expedição submarina de sete dias, realizada por astronautas no laboratório Aquarius, submerso na costa da Flórida. No mês seguinte, foi enviado à Cidade das Estrelas, na Rússia, para treinamento como engenheiro de voo nas naves Soyuz, em preparação para missões de longa duração na Estação Espacial.
Participou da Expedição 18 à ISS, que iniciou em fins de 2008 e estendeu-se aos primeiros meses de 2009, fase na qual ele foi um residente da estação. Subiu à órbita com a tripulação da STS-119 Discovery, em 15 de março de 2009, participando do fim desta primeira expedição. Foi o primeiro japonês a tomar parte numa missão espacial de longa duração, integrando também como engenheiro de voo as Expedições 19 e 20, retornando à Terra em 31 de julho, com a tripulação da STS-127 Endeavour. Com isso, foi o primeiro e único astronauta a fazer parte da tripulação de cinco missões espaciais – duas em ônibus espaciais e três na ISS – sem voltar à Terra.
Wakata voltou ao espaço em 7 de novembro de 2013 na nave russa Soyuz TMA-11M, para nova estadia de longa duração, integrando a tripulação das Expedições 38 e 39. Com o encerramento da Expedição 38, em março de 2014, na qual atuou como engenheiro de voo, ele assumiu o comando da Expedição 39, iniciada em seguida e com duração de dois meses, marcando a primeira vez que um astronauta japonês comandou uma expedição na ISS. Wakata retornou à Terra em 14 de maio de 2014, após cerca de 188 dias em órbita, a bordo da TMA-11M.
Wakata é a pessoa nascida no Japão que mais vezes esteve no espaço. É também co-detentor do recorde de pessoa nascida fora dos Estados Unidos ou Rússia a realizar mais viagens espaciais (o outro recordista é o suíço Claude Nicollier, que também participou de quatro viagens espaciais).
Após 8 anos retornou ao espaço pela SpaceX Crew-5.